# Папаламброва къща
Папаламбровата къща (на гръцки: Αρχοντικό Παπαλάμπρου) е възрожденска къща в град Костур, Гърция.

## Местоположение
Къщата е била разположена в северната традиционна махала Позери (Апозари), източно до Дзодзовата къща.

## История
В 1965 година къщата е обявена за паметник на културата. По-късно е разрушена.